# Jürgen Grislawski
Jürgen Grislawski (* 29. Oktober 1955 in Wanne-Eickel) ist ein deutscher Maler.

## Leben und Werk
Von 1977 bis 1982 absolvierte Grislawski ein Studium an der Essener Folkwang Universität der Künste für Gestaltung bei Günter Reker. Im Jahr 1982 examinierte er bei Günter Reker, Franz Rudolf Knubel und Wolfgang Pilz mit Auszeichnung.
Von 1980 bis 1983 war er gemeinsam mit Peter Habermehl und Frank Marschall Mitglied der Gruppe Bimbo Band. 1987 hielt er sich zunächst zu einem Studienaufenthalt in Los Angeles/Long Beach, Kalifornien (USA) auf, anschließend studierte er chinesische Tuschmalerei bei Dr. Chu in Taipeh (Taiwan). Von 2002 bis 2008 war er als Dozent an der Ruhrakademie in Schwerte tätig. Im Wintersemester 2008/2009 hatte er einen Lehrauftrag für Grundlagen der Gestaltung an der Fachhochschule Münster.
Seine Arbeitsschwerpunkte liegen im Bereich Malerei, Druckgrafik (Sieb- und Buchdruck) und in der Bildhauerei mit Holz. Seit 1982 arbeitet er als freier Künstler in seiner Heimatstadt. Er ist verheiratet mit der Fotokünstlerin Brigitte Kraemer.

## Ausstellungen
- 1982 In Bildern denken, Galerie Zone Nord, Duisburg
- 1982 Pöhlmusik und Grislawski, Jazzraum Berlin
- 1983 Neue Bilder, Galerie Zone Nord, Duisburg; Die Glockenspieler, Galerie Mary Williams, Bochum
- 1984 Nächtliches Gastmahl, Haus Industrieform, Essen; Piktogramme des Denkens, Galerie Thomas Roche, Bremen
- 1985 Siebdrucke, Sommergalerie Gruga, Essen; Bilder aus der Flut, Galerie Nie, Herne; Im Zentrum der Erinnerung, Galerie Tempel, Duisburg
- 1987 Rauchen und Trinken, Galerie Pumpe, Kiel; Malerei und Plastik, Galerie der Sparkassen in Herne; Garage Gallery Long Beach, Los Angeles, Förderpreis Junge Herner Künstler 1987, Flottmann-Hallen, Herne; Objekte aus Herne. Plastik am Rathaus, Flottmann-Hallen, Herne
- 1988 Nichts ist so schön ..., Studiogalerie Schloss Oberhausen; Rauchen und Trinken, Grafiksalon Paris
- 1989 Im Zentrum der Erinnerung, Flottmann-Hallen, Herne
- 1991 Neue Arbeiten, Galerie Prima Kunst, Kiel; Kultur vor Ort. RevierLandschaft – StadtLandschaft – KunstLandschaft, Flottmann-Hallen, Herne
- 1993 Skulptur und Zeichnung, Halfmannshof, Gelsenkirchen
- 1994 Köpfe, Galerie im Kunsthaus Essen
- 1995 Bogomir Ecker: Mit Meteoriten (mit Werken von Max Ernst, Timm Rautert und Jürgen Grislawski), Kunstverein für die Rheinlande und Westfalen, Düsseldorf
- 1996 Sternbilder, Projekt Galerie Lygnaß, Herne; Skulpturen und Arbeiten auf Papier, Galerie Noran, Münster
- 1997 Skulpturen, Kapelle St. Augustinus, Essen-Werden
- 1999 Printwork, Laboratoire d'Impression, Genf; fünf aus Herne. Herner Künstlerinnen und Künstler, Flottmann-Hallen, Herne
- 2000 Bau einer Baobabbaumskulptur in der Afrika Halle, Expo 2000, Hannover
- 2001 Stuhllagerbilder, Internationales Figurentheater, Dülmen
- 2002 Waltroper Bergmannskreuz Holzskulptur für das St. Laurentius-Stift, Waltrop
- 2003 Energieskulptur für den Messestand Exportinitiative Erneuerbare Energien für das Federal Ministry of Economics and Labour, Jakarta, Manila, Shanghai
- 2006 Illustration Lesekönig für den deutschen Pavillon der Buchmesse, Kairo;  Über Kopf, Flottmann-Hallen, Herne
- 2008 Auswahl 2008 – Herner Künstlerinnen und Künstler, Flottmann-Hallen, Herne
- 2009 Auf Papier. Zeichnungen, Aquarelle, Druckgrafik und Fotografien, Künstlerzeche "Unser Fritz" 2/3, Herne; Kunst im Sacklager an der Baumeister Mühle (gemeinsam mit Ernst Baumeister)
- 2010 Kunst macht mit, Atelier buglart, Essen
- 2012 Licht an mit einer Auswahl von Keramiktellern, Galerie Hundert, Gelsenkirchen
- 2013  Hohe Vasen / Tiefe Teller, Galerie Kunen, Dülmen; Der Alkoholist, Gastwirtschaft Heinrich, Herne[3]
- 2014 Der Alkoholist, Gastwirtschaft Zur Postkutsche, Bochum
- 2014 Zauberfußball sieht anders aus, Gastwirtschaft Heinrich, Herne[4]
- 2015 Der Alkoholist, Kulturbrauerei Hülsmann, Herne
- 2017 In Öl, Maschinenhalle der Zeche Friedlicher Nachbar, Bochum
- 2018 Rauchen und Trinken, Schauraum Wachszinshaus, Hattingen
- 2019 Zwischen Staunen und Entsetzen, Flottmann-Hallen, Herne
- 2020 Auf den zweiten Blick, Villa Wippermann, Halver

## Museen
Werke von Jürgen Grislwski befinden sich in folgenden öffentlichen Sammlungen:
- Staatliche Museen Preußischer Kulturbesitz
- Kupferstichkabinett Berlin-Dahlem
- Deutsches Plakatmuseum Essen
- Kunsthalle Recklinghausen
- Emschertal-Museum Herne[1]